# Німецькомовні країни
Приблизний розподіл носіїв німецької мови (якщо загальна сума становить 95 мільйонів) по всьому світу.

Правовий статус німецької мови в Європі:
«Німецький мовний простір'"»: німецька мова є (спів)офіційною мовою та першою мовою більшості населення
Німецька мова — співофіційна, але не перша мова більшості населення
Німецька (або німецький діалект) - це юридично визнана мова меншини
Німецькою мовою говорять меншини, але вони не мають юридичного визнання

Німецька мова належить до західнонімецької підгрупи германських мов і є офіційною державною мовою таких держав, як Федеративна Республіка Німеччина (близько 76—77 млн мовців), Австрія (7,5 млн осіб), Ліхтенштейн, а також однією з офіційних мов Швейцарії (4,6 млн мовців, або 72,4 % населення), Люксембургу та Бельгії. Значні групи німецькомовного населення проживають також у Франції, Італії, США, Канаді, Бразилії, Аргентині, Росії, Казахстані, Киргизії, Польщі та Румунії, однак названі держави не належать до групи німецькомовних країн.

## Діалекти
Літературна німецька мова (Hochdeutsch) є загальноприйнятою у сфері освіти, діловодстві, офіційних установах тощо. Існує багато регіональних діалектів німецької мови, наприклад, німецько-Платський (Нижньонімецький), на якому говорять на півночі країни (він частково схожий на нідерландську мову і ближчий до англійської, ніж до літературної німецької), швабський діалект на південному заході, баварський на півдні та саксонський на південному сході. В Австрії та Швейцарії використовуються свої національні варіанти літературної німецької мови (відповідно, австрійський та швейцарський, які не можна плутати з австро-баварським або швейцарським діалектами), що відрізняються деякими особливостями фонетики, морфології та лексики.

## DA-CH
Три найбільші німецькомовні країни можуть позначатися абревіатурою DACH (дах) від D (Німеччина, Deutschland), A (Австрія (лат. Austria Austria) і CH (Швейцарія, лат. Confoederatio Helvetica). Абревіатура використовується переважно для найменувань заходів, конференцій, наприклад, «DACH Meteorologentagung» або для спільних проєктів цих трьох країн. Є також електронні карти для навігаторів з аналогічною назвою.